# Sylvilagus insonus
El conejo de Omiltemi o conejo de Omilteme (Sylvilagus insonus) es una especie de mamífero lagomorfo de la familia Leporidae endémico de la Sierra Madre del Sur, en el estado mexicano de Guerrero. Es un conejo grande, nocturno, con pelaje de tono rojizo a negro, orejas largas y cola corta. Su distribución se limita a los bosques nubosos, en altitudes de hasta 11,499 pies (3505 metros).
Identificado por primera vez en 1904 por Edward William Nelson en Omiltemi (parque ecológico ubicado a 15 kilómetros de la ciudad de Chilpancingo) con el nombre científico de Lepus insonus, el animal sería poco después reclasificado como miembro del género Sylvilagus, coloquialmente denominados "conejos de cola de algodón". Se relaciona estrechamente con el conejo matorralero (Sylvilagus audubonii) y con el conejo mexicano de monte (Sylvilagus cunicularius), con quien además comparte hábitat.
El conejo de Omiltemi se considera una de las especies de mamífero más amenazadas del mundo, y solo se le conoce por unos pocos ejemplares. Anteriormente catalogado por la UICN (y autoridades mexicanas) como críticamente amenazado, hoy por hoy se le asigna el estatus de especie con datos insuficientes. Desde principios del siglo XX y hasta la década de 1990, no se registraron avistamientos confirmados de Sylvilagus insonus. Para 1998 se reportó el descubrimiento de 2 individuos, y sería ya en la década de 2020 que se informaría de la existencia de varios más mediante la utilización de cámaras trampa. La especie se halla en peligro a consecuencia de la caza furtiva y de la destrucción de su hábitat. Se desconocen muchos aspectos de su historia natural. 

## Taxonomía y sistemática
Sylvilagus insonus sería primeramente descrito por Edward William Nelson en 1904 como una nueva especie de Lepus, "Lepus insonus". La descripción se realizó a partir de 2 ejemplares colectados con la ayuda de Edward Alphonso Goldman. El espécimen tipo fue una hembra recogida en Omiltemi, Guerrero, conservada en el Museo Nacional de Historia Natural. Se le detalló como "[una especie] oscura, de pelaje grueso con cola pequeña y corta", y se le señaló además como "obviamente perteneciente al mismo grupo de [Lepus] gabbi and L. truei", aunque tenía orejas el doble de grandes que las de ambas especies. Tanto Lepus gabbi como Lepus truei se identifican ahora como subespecies de tapetí centroamericano (Sylvilagus gabbi), un conejo de cola de algodón de amplia distribución y taxonomía complicada. En junio de 1904, un mes después de que Nelson hiciera pública su descripción de Lepus insonus, Marcus Ward Lyon Jr. publicó su obra Classification of the Hares and their Allies, que dio claridad a la catalogación de los géneros de conejos y liebres. Nelson hizo referencia a este trabajo en su escrito The Rabbits of North America de 1909, en el que clasificó al conejo de Omiltemi finalmente dentro del género Sylvilagus.
No hay evidencia fósil de Sylvilagus insonus, y hasta hace poco solo se le conocía de su localidad tipo en el estado de Guerrero (hoy se sabe que concurre también en áreas aledañas). El análisis filogenético de las relaciones entre S. insonus y otras especies del género Sylvilagus arrojó evidencia de que el conejo de Omiltemi se encuentra vinculado cercanamente con el conejo montés mexicano (Sylvilagus cunicularius) y con el conejo del desierto (Sylvilagus audubonii). La primera especie es simpátrica con S. insonus. Estudios previos sugirieron una relación entre el conejo de Omiltemi y el tapetí (Sylvilagus brasiliensis), y se le ubicó a aquél de diversas maneras en los subgéneros Tapeti y Sylvilagus, no obstante estudios morfológicos encuentran que el tapetí está más estrechamente vinculado con el conejo de cola de algodón de Dice (Sylvilagus dicei) que con S. insonus.

## Características
Sylvilagus insonus es un conejo grande (longitud de cabeza y cuerpo de 15.7 a 17.3 pulgadas; 398 a 440 milímetros), con orejas largas (2.4–3.0 pulgadas; 60-76 milímetros), patas traseras de longitud media (3.5–4.1 pulgadas; 89-104 milímetros) y cola corta (1.6-1.8 pulgadas; 40 a 45 milímetros). Alrededor de la nariz y la zona orbital (ojos) su pelaje es gris opaco. La superficie externa y convexa de las orejas es de color marrón-negro oscuro; el negro se concentra en el borde y las puntas de las orejas. El dorso del animal es rufo (un color rojizo-marrón) mezclado con negro, en tanto que los flancos muestran una coloración gris-negruzca. Las patas traseras son blancas en la parte superior y marrón oscuro en el inferior. El lado dorsal de la cola presenta un color negro rojizo, mientras que el ventral un tono ante oscuro o amarillento.

### Anatomía
La anatomía de Sylvilagus insonus se ha descrito con especial atención al cráneo. Este es grande, de aproximadamente 3.1 pulgadas (78 milímetros) de largo y 1.3 pulgadas (32 milímetros) de profundidad, con un gran paladar y una caja craneal ancha (parte trasera y superior del cráneo; neurocráneo). El proceso supraorbitario (estructura ósea que se proyecta sobre los ojos, o arco superciliar) es plano, está unido a la caja craneal y tiene dos extensiones (anterior y posterior). La extensión anterior se halla unida al cráneo, mientras que la superior, delgada, puede estar libre de la caja craneal o unida con una hendidura entre el proceso y aquella. El escudo supraoccipital (estructura ósea sobre el occipucio) tiene forma cuadrada. Las bullas timpánicas (estructuras óseas que encierran el oído medio e interno, sinónimas pero medidas distintamente de las bullas auditivas) son pequeñas y miden menos de 0.48 pulgadas (12.3 milímetros). Las bullas auditivas son de tamaño mediano, con una longitud menor a 0.38 pulgadas (9.6 milímetros). El ancho del basioccipital es angosto: no rebasa las 0.35 pulgadas (9 milímetros), empero, es amplio a través de los conductos carótidos. Los canales infraorbitales son muy estrechos, midiendo no más de 0.72 pulgadas (18.3 milímetros), lo mismo las estructuras nasales, que cuentan con una longitud inferior a 1.26 pulgadas (32.1 milímetros).
La boca consta de una mandíbula cuya altura es menor a 1.43 pulgadas (36.3 milímetros), con una profundidad de las ramas no mayor a 0.44 pulgadas (11.3 milímetros). El foramen incisivo y el diastema son cortos. Los premaxilares presentan extensiones en la cara dorsal. La especie posee grandes hileras de dientes maxilares y mandibulares. Al igual que otros lepóridos, Sylvilagus insonus es heterodonte: con un total de 28 dientes, dispone de incisivos, premolares y molares, no obstante carece de caninos. Su fórmula dental es {\displaystyle {\tfrac {2.0.3.3}{1.0.2.3}}}. La longitud del primer incisivo superior por lo general no supera las 0.3 pulgadas (7,5 milímetros).

### Especies similares
El conejo de Omiltemi se diferencia de otras especies de Norte y Centroamérica por sus características esqueléticas y externas. En comparación con el tapetí (Sylvilagus brasiliensis) y el conejo de Dice (Sylvilagus dicei), presenta un cráneo más grande, pómulos más anchos, un rostro más profundo, aberturas externas más anchas para las arterias carótidas y extensiones dorsales de los premaxilares. S. insonus posee también un proceso basioccipital y postdental más estrecho. Asimismo cuenta con una cola más larga que muestra dos tonalidades (rufo y negro) en lugar de una sola (marrón), patas traseras blancas y marrones en vez de solo marrones, y orejas más largas. Las características esqueléticas-externas también son útiles para distinguir al conejo de Omiltemi de S. cunicularius (con quien recuérdese, tiene hábitat en común): el primero es más pequeño por cuanto respecta a la longitud de sus incisivos superiores, la longitud del cráneo, la longitud nasal, el ancho del basioccipital, la longitud de la bulla auditiva, la profundidad de las bullas-escudo, la profundidad del cráneo, la anchura de los canales infraorbitales, la altura de la mandíbula y la profundidad de la rama de la mandíbula. El conejo de Omiltemi además exhibe una coloración roja negruzca en el dorso, en tanto que el conejo mexicano del monte presenta un color grisáceo.

## Distribución geográfica y hábitat
Sylvilagus insonus es una especie autóctona de México, encontrándose únicamente en la Sierra Madre del Sur, en el estado de Guerrero. Su localidad tipo, el Parque Ecológico Estatal Omiltemi, se ubica en la cima boscosa de una serranía semiaislada. El animal se halla en entornos situados a 6,998-11,499 pies (2,133-3,505 metros) de altitud. Rodeando la zona boscosa se encuentra la localidad de Omiltemi, a 7651 pies (2332 metros) sobre el nivel del mar (en el municipio de Chilpancingo de los Bravo). La zona de distribución del conejo de Omiltemi se restringe a una superficie no mayor a 193 millas cuadradas (500 kilómetros cuadrados).
Sylvilagus insonus habita en la cima de una sierra de pronunciada pendiente con numerosos barrancos cubiertos de densos bosques nubosos. Son comunes en la zona los árboles del género Pinus, Quercus y Alnus.

## Comportamiento y ecología
El conejo de Omiltemi comparte hábitat con otras 37 especies de mamíferos, entre los que se incluye el también conejo de cola de algodón S. cunicularius. En los densos bosques nubosos, el animal vive entre la maleza, donde construye caminos y madrigueras bajo rocas y otros objetos. Es una especie precipuamente nocturna. El único depredador que se le conoce es el ser humano (cazadores), si bien su entorno es frecuentado por predadores como el jaguar y el puma. Se sabe poco sobre su ecología y hábitos reproductivos.

## Estado de conservación
La Unión Internacional para la Conservación de la Naturaleza (UICN), en su Lista Roja de Especies Amenazadas, clasifica al conejo de Omiltemi como "especie con datos insuficientes", habiéndolo catalogado en sus evaluaciones de 1996 y 2008 como "en peligro crítico" y "en peligro", respectivamente (incluso como especie extinta en la evaluación de 1990). El gobierno mexicano actualmente lo considera como "En Peligro de Extinción". Las principales amenazas para la supervivencia de la especie son la caza furtiva y la destrucción del hábitat causada por la deforestación. Sylvilagus insonus no sería reportado por la ciencia durante gran parte del siglo XX. En 1998 fue informada la captura de dos ejemplares, lo que confirmó que la especie aún subsistía. En 2019, un equipo de expertos comenzó a buscar evidencias del animal, recibiendo varios especímenes de cazadores locales, y descubriendo ejemplares adicionales durante el periodo 2020-2022 en el área guerrerense de la Sierra Madre del Sur (ello como parte de un esfuerzo mayor orientado al descubrimiento de especies sin observaciones documentadas en al menos 10 años, la iniciativa “The Search for Lost Species”). De 10 zonas estudiadas mediante cámaras trampa, en siete se constató la presencia del conejo de Omiltemi. Antes de la expedición, el conejo de Omiltemi se conocía únicamente a partir de 5 especímenes de museo, y no más de 10 registros en total.
Sylvilagus insonus es considerado una de las especies de mamíferos mayormente amenazadas, y aunque se sabe habita un área protegida, aún se encuentra en riesgo. Las autoridades locales y la Comisión Nacional de Áreas Naturales Protegidas todavía no han implementado acciones de conservación, en tanto en cuanto requieren estudios adicionales sobre la biología del animal para elaborar propuestas útiles. Los esfuerzos para conocer a la especie más a fondo se han visto obstaculizados por el terreno accidentado de la Sierra Madre del Sur y los problemas sociales en la región.